# 폴란드 음악 차트
폴란드 음악 차트는 두개의 공식 앨범 차트와 일곱개의 싱글 차트가 있다.

## 앨범 차트

### 역사
1970년대와 1980년대에 폴란드 음악 월간 논스톱은 폴란드에서 가장 많이 팔린 앨범의 연말 목록을 발표했다. 1990년대 중반에는 두 개의 월별 판매 목록이 출시되어 음악 잡지에 게재되었다. 첫 번째는 ZPAV가 집계한 상위 50개 항목으로, 판매가 아닌 배송 기준으로 현재까지 계속 게시되고 있다. 다른 하나는 Gazeta Muzyczna에서 매달 인쇄되는 Gorąca Setka(영어: Hot 100)라는 상위 100위였다. 이 차트는 폴란드 전역의 130개가 넘는 음반 매장에서 보고한 실제 판매 수치를 바탕으로 집계되었으며 앨범과 싱글을 모두 포함한다.
1994년 가을부터 1997년 9월까지 언론인 Artur Orzech는 Radio Bis에서 상위 20개 앨범 목록을 발표했으며 나중에 25위와 30위로 확장되었다. 이 차트 역시 싱글은 물론 앨범까지 약 150여개 음반 판매점에서 얻은 실제 판매 데이터를 기반으로 했다.
50개의 포지션으로 구성된 공식 주간 앨범 차트인 OLiS는 2000년 10월에 시작되었다. 이 차트는 엄선된 주요 소매점의 실제 앨범 판매량을 기반으로 한다. 2010년에는 월간 OLiS 차트도 출시되었다.
2017년에는 비닐 형식의 인기 부활을 반영하기 위해 주간 및 월간 비닐 판매 차트가 출시되었다.
2023년 1월 16일 ZPAV는 현재 차트에서 시작하여 OLiS가 실제 판매뿐만 아니라 Spotify, YouTube(YouTube Music 및 YouTube Premium 포함), Apple Music 및 Deezer의 4개 서비스의 스트리밍 등가물을 기반으로 할 것이라고 발표했다. 그 외에도 두 월간 차트는 사라지고 두 개의 새로운 주간 차트가 생성되었다. 실제 판매 전용과 스트리밍 전용이다.

## 싱글 차트

### 역사
폴란드에는 실제 판매 데이터를 기반으로 한 공식 싱글 차트가 없다. 1970년대와 1980년대에 폴란드 음악 월간 논스톱(Non Stop)은 싱글 시장에 관한 엄선된 연말 통계를 발표했다. 개별 노래의 인기는 청취자의 투표로 집계된 라디오 여론 조사와 히트 목록에 항상 반영되었다.
많은 싱글이 발매되지 않았고 대신 시장은 롱 플레이와 4트랙 확장 플레이에 집중했다. 단일 형식은 대규모로 생산되고 대량으로 판매되는 카드보드 레코드로 어느 정도 대체되었다. 1990년대에 CD 싱글 판매를 늘리려는 노력은 성공적이지 못했고 폴란드 아티스트들은 물리적 형식으로 싱글을 거의 발표하지 않았다.

## 같이 보기
- OLiS